# Insula Myingun

Insula Myingun, cunoscută și sub numele de Myengu, este o insulă în Golful Bengal, Birmania (Myanmar). Aceasta face parte din statul Rakhine și este situată la 5 km sud de Sittwe, separat de malul continental de o strâmtoare de 2 kilometri.

## Geografie
Insula se întinde paralel cu coasta și are o lungime de 33 km și o lățime maximă de 3,8 km. Există două localități pe insulă, Sandawshin în sud și Pyaingdaung în nord. Ambele sate sunt situate pe coasta de est a insulei.

## Linkuri externe
- Insula Myingun Arhivat în 26 aprilie 2012, la Wayback Machine. - locație